# Asociación Mexicana de Productores de Fonogramas y Videogramas
Asociación Mexicana de Productores de Fonogramas y Videogramas (AMPROFON) (in italiano, Associazione messicana dei produttori di fonogrammi e videogrammi, A.C.) è un'organizzazione non a scopo di lucro, istituita il 3 aprile 1963. L'organizzazione raggruppa le compagnie discografiche che rappresentano il 70% del mercato messicano.
AMPROFON è un membro associato dell'International Federation of the Phonographic Industry (IFPI) e si occupa di stilare le classifiche ufficiali degli album più venduti in Messico e di assegnare le certificazioni dei dischi d'oro, di platino e di diamante relative alle vendite nella nazione.

## Classifiche
Ogni mercoledì AMPROFON pubblica sul proprio sito web l'aggiornamento relativo alla Top 100 Mexico albums chart, che rappresenta la classifica del 100 album più venduti nel Paese durante la settimana, basandosi su una copertura del 60% del mercato nazionale. Possono entrare nella classifica album ed EP di ogni genere musicale.
A partire dal 2005, AMPROFON pubblica sul proprio sito web anche la classifica degli album più venduti nell'arco dei 12 mesi.
Non viene invece prodotta alcuna classifica relativa alle vendite dei singoli.

## Certificazioni

### Album
| Data di pubblicazione                        | Numero di copie vendute corrispondenti | Numero di copie vendute corrispondenti | Numero di copie vendute corrispondenti |
| Data di pubblicazione                        | Oro                                    | Platino                                | Diamante                               |
| -------------------------------------------- | -------------------------------------- | -------------------------------------- | -------------------------------------- |
| Fino al 31 dicembre 1998                     | 100 000                                | 250 000                                | 1 000                                  |
| Tra il 1º gennaio 1999 e il 31 dicembre 1999 | 75 000                                 | 150 000                                | 1 000                                  |
| Tra il 1º gennaio 2000 e il 30 giugno 2003   | 75 000                                 | 150 000                                | 500 000                                |
| Tra il 1º luglio 2003 e il 31 dicembre 2007  | 50 000                                 | 100 000                                | 500 000                                |
| Tra il 1º gennaio 2008 e il 30 giugno 2009   | 50 000                                 | 80 000                                 | 400 000                                |
| Tra il 1º luglio 2009 al 31 ottobre 2020     | 30 000                                 | 60 000                                 | 300 000                                |
| Dal 1º novembre 2020 in poi                  | 70 000                                 | 140 000                                | 700 000                                |

### DVD musicali
| Data di pubblicazione     | Numero di copie vendute corrispondenti | Numero di copie vendute corrispondenti |
| Data di pubblicazione     | Oro                                    | Platino                                |
| ------------------------- | -------------------------------------- | -------------------------------------- |
| Senza restrizioni di data | 10 000                                 | 20 000                                 |

### Singoli (download digitale)
| Data di pubblicazione                    | Numero di copie vendute corrispondenti | Numero di copie vendute corrispondenti | Numero di copie vendute corrispondenti |
| Data di pubblicazione                    | Oro                                    | Platino                                | Diamante                               |
| ---------------------------------------- | -------------------------------------- | -------------------------------------- | -------------------------------------- |
| Tra il 1º luglio 2009 al 31 ottobre 2020 | 30 000                                 | 60 000                                 | 300 000                                |
| Dal 1º novembre 2020 in poi              | 70 000                                 | 140 000                                | 700 000                                |